# موجة ريليه

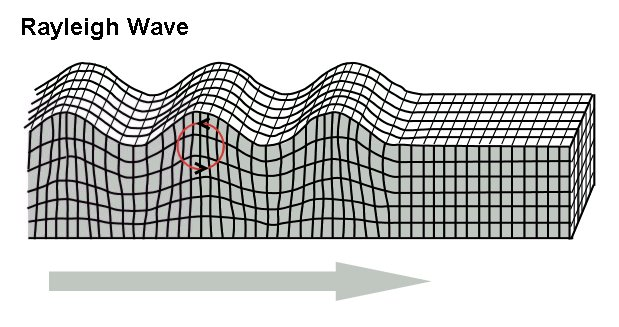

موجات ريليه (بالإنجليزية: Rayleigh waves)‏، والتي تسمى أيضاً باللفافة الأرضية، هي موجات سطحية تتحرك كتموجات ذات حركات تشبه الموجات على سطح الماء، تم توقع وجود هذه الموجات من قبل اللورد ريليه في عام 1885. وهي أبطأ من الموجات المرنة، ما يقرب من 90 ٪ من سرعة موجة S للوسائط المرنة المتجانسة النموذجية. في وسط الطبقات (مثل القشرة والغطاء العلوي) تعتمد سرعة موجات ريليه على ترددها وطول موجتها.
يمكن إنتاجها في المواد بطرق عديدة، مثل تأثير موضعي أو بواسطة نقل الكهرباء الانضغاطية، وكثيراً ما تستخدم في الاختبار اللاإتلافي لاكتشاف العيوب.